# دیوید دیکسون
دیوید دیکسون (انگلیسی: David Dickson؛ زادهٔ ۲۰ فوریهٔ ۱۹۴۱) شناگر اهل استرالیا بود.
وی در مسابقات کشوری و بین‌المللی در مجموع برندهٔ ۳ مدال برنز شده‌است.